# Gorden Kaye

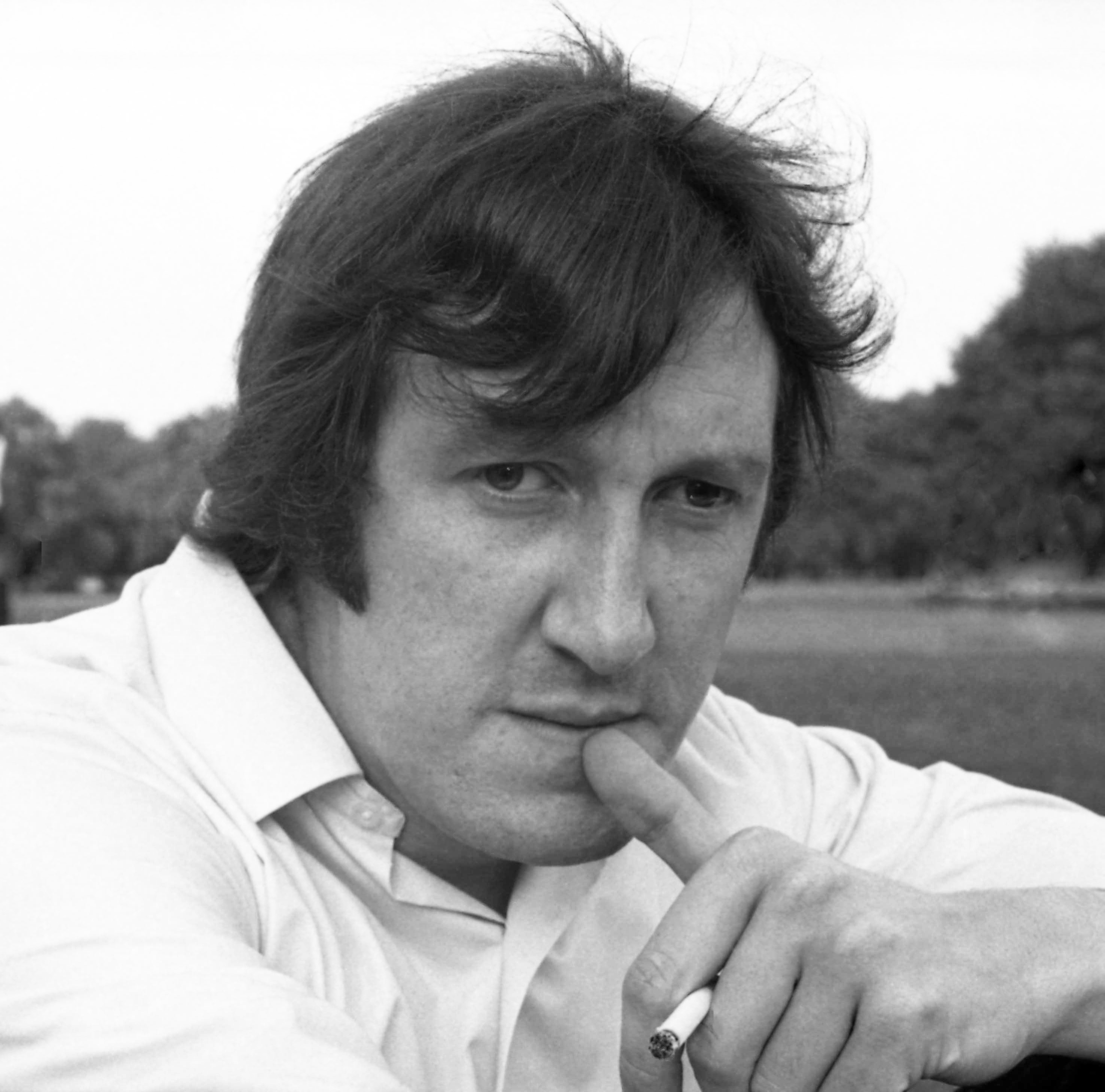
Gorden Kaye (1974)

Gorden Kaye, eigentlich Gordon Fitzgerald Kaye, (* 7. April 1941 in Huddersfield; † 23. Januar 2017 in Knaresborough) war ein britischer Schauspieler und Komiker. Bekannt wurde er durch seine Rolle des René Artois in der britischen Serie ’Allo ’Allo!, wofür er 1986 für den British Academy Television Award nominiert war.
Kaye verstarb 75-jährig in einem Krankenhaus in England.